# Белененсеш (футбольний клуб)
Футбольний клуб «Уш Белененсеш», також відомий як «Белененсеш» (порт. Clube de Futebol Os Belenenses) — професійний португальський футбольний клуб з міста Лісабона. Заснований 23 вересня 1919 року, що робить його одним з найстаріших футбольних клубів країни. Клуб базується в місцевості Белень південно-західної частини міста Лісабона, що зумовило його назву, яка перекладається як «ті, що з Беленю».

## Історія
Найвищим історичним досягненням футбольного клубу є перемога в елітному дивізіоні Чемпіонату Португалії у сезоні 1945/46. Окрім «великої трійки» португальського футболу, до якої входять столичні «Бенфіка» та «Спортінг», а також ФК «Порту», такого успіху вдавалося досягти лише «Боавішті». Таким чином «Белененсеш» є одним з п'яти футбольних чемпіонів Португалії.
Команда тричі ставала володарем Кубка Португалії з футболу (в сезонах 1941/42, 1959/60 та 1988/89).
«Белененсеш» дев'ять разів брав участь у розиграші європейських кубків (4 рази Кубка ярмарків, 4 рази Кубка УЄФА та 1 разу Кубка володарів кубків), щоразу припиняючи боротьбу на ранніх стадіях змагань.

## Досягнення
- Чемпіонат Португалії:
  - Чемпіон (1): 1946
  - Віце-чемпіон (3): 1937, 1955, 1973
- Кубок Португалії:
  - Володар (3): 1942, 1960, 1989
  - Фіналіст (5): 1940, 1941, 1948, 1986, 2007

## Виступи в єврокубках
| Сезон   | Змагання               | Раунд   | Суперник                | Вдома | На виїзді | В сукупності |
| ------- | ---------------------- | ------- | ----------------------- | ----- | --------- | ------------ |
| 1961–62 | Кубок ярмарків         | 1Р      | Гіберніан               | 1–3   | 3–3       | 4–6          |
| 1962–63 | Кубок ярмарків         | 1Р      | Барселона               | 1–1   | 1–1       | 2–21         |
| 1963–64 | Кубок ярмарків         | 1Р      | Трешневка               | 2–0   | 2–1       | 4–1          |
| 1963–64 | Кубок ярмарків         | 2Р      | Рома                    | 0–1   | 1–2       | 1–3          |
| 1964–65 | Кубок ярмарків         | 1Р      | Шелбурн                 | 1–1   | 0–0       | 1–12         |
| 1973–74 | Кубок УЄФА             | 1Р      | Вулвергемптон Вондерерз | 0–2   | 1–2       | 1–4          |
| 1976–77 | Кубок УЄФА             | 1Р      | Барселона               | 2–2   | 2–3       | 4–5          |
| 1987–88 | Кубок УЄФА             | 1Р      | Барселона               | 1–0   | 0–2       | 1–2          |
| 1988–89 | Кубок УЄФА             | 1Р      | Баєр 04                 | 1–0   | 1–0       | 2–0          |
| 1988–89 | Кубок УЄФА             | 2Р      | Вележ                   | 0–0   | 0–0       | 0–03         |
| 1989–90 | Кубок володарів кубків | 1Р      | Монако                  | 1–1   | 0–3       | 1–4          |
| 2007–08 | Кубок УЄФА             | 1Р      | Баварія                 | 0–2   | 0–1       | 0–3          |
| 2015–16 | Ліга Європи            | 3КР     | Гетеборг                | 2–1   | 0–0       | 2–1          |
| 2015–16 | Ліга Європи            | ПО      | Альтах                  | 0–0   | 1–0       | 1–0          |
| 2015–16 | Ліга Європи            | Група I | Базель                  | 0–2   | 2–1       | 4-е місце    |
| 2015–16 | Ліга Європи            | Група I | Фіорентіна              | 0–4   | 0–1       | 4-е місце    |
| 2015–16 | Ліга Європи            | Група I | Лех Познань             | 0–0   | 0–0       | 4-е місце    |

Примітки
- 1Р: Перший раунд
- 2Р: Другий раунд
- 3КР: Третій кваліфікаційний раунд
- ПО: Раунд плей-оф

1 Барселона пройшла в другий раунд після перемоги в матчі плей0оф з рахунком 3–2.

2 Шелбурн пройшлов в другий раунд після перемоги в матчі плей0оф з рахунком 2–1.

3 Вележ пройшов в третій раунд після перемоги в серії пенальті з рахунком 4–3.